# Biljana Pehrsson
Biljana Pehrsson, född 7 september 1970 i Belgrad, är en svensk företagsledare.
När hon var fyra månader gammal flyttade hon med föräldrarna från Belgrad i forna Jugoslavien till Sverige. Hon växte sedan upp i Jordbro och Haninge. Hon utbildade sig till civilingenjör vid lantmäteriprogrammet med inriktning fastighetsekonomi på Kungliga Tekniska högskolan.
Efter flera år inom fastighetsbolaget Centrumutveckling tog hon 2002 över som vd. 2006 flyttade hon till Moskva för att arbeta som fastighetschef på East Capital för att 2010 flytta till Stockholm och företagets huvudkontor. 2011 fick hon ett styrelseuppdrag för Kungsleden som ledde till att hon 2013 tog över som vd för företaget.
I november 2021 tillträde Pehrsson som VD för fastighetsbolaget Castellum som förvärvat Kungsleden och ämnat påbörjat en fusion. I januari 2022 lämnade Pehrsson bolaget efter oenighet med styrelsen kring hur integrationen ska genomföras. 